# Нёвиллет (Эна)
Нёвилле́т (фр. Neuvillette) — коммуна во Франции, находится в регионе Пикардия. Департамент коммуны — Эна. Входит в состав кантона Рибмон. Округ коммуны — Сен-Кантен.
Код INSEE коммуны — 02552.

## Население
Население коммуны на 2010 год составляло 196 человек.
| 1962 | 1968 | 1975 | 1982 | 1990 | 1999 | 2010 |
| ---- | ---- | ---- | ---- | ---- | ---- | ---- |
| 222  | 225  | 200  | 199  | 185  | 196  | 196  |

## Экономика
В 2010 году среди 124 человек трудоспособного возраста (15—64 лет) 93 были экономически активными, 31 — неактивными (показатель активности — 75,0 %, в 1999 году было 69,6 %). Из 93 активных жителей работали 80 человек (42 мужчины и 38 женщин), безработных было 13 (5 мужчин и 8 женщин). Среди 31 неактивных 11 человек были учениками или студентами, 3 — пенсионерами, 17 были неактивными по другим причинам.